# 索利都斯 (钱币)

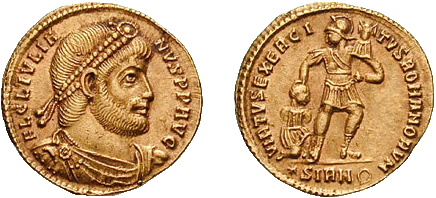
尤利安 索币, 约 361.

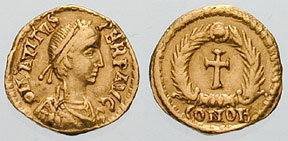
阿维图斯索币，苏币的三分之一, 约 456.

索利都斯（复数：solidi）简称索币，又译索里达、苏勒德斯，是一种最初由古罗马发明的金币，更经常被用于金的量重单位，1苏等于4.5克。

## 罗马和拜占庭货币

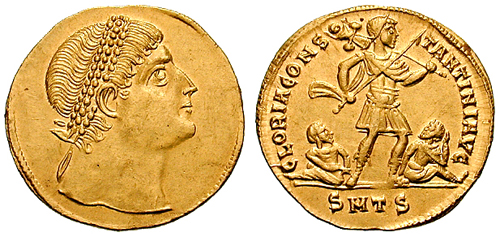
铸有君士坦丁一世的苏币

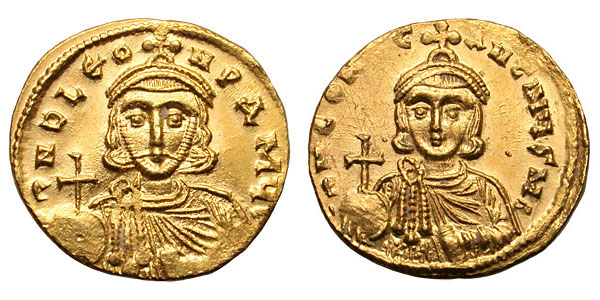
铸有利奥三世和君士坦丁五世的金币